# 288

## Hlavy států
- Papež – Caius (283–296)
- Římská říše – Diocletianus (284–305) + Maximianus (286–305, 307–308, 310)
- Perská říše – Bahrám II. (276–293)
- Kušánská říše – Vásudéva II. (270–300)